# Follow me (Joaquín Rodrigo)
Follow me is een lied dat Joaquín Rodrigo in 1939 componeerde als onderdeel van het Concierto de Aranjuez. Deze werd in 1940 opgevoerd door Regino Sainz de la Maza. In de loop van de jaren werd deze compositie nog meermaals opgevoerd en op de plaat gezet, onder meer door artiesten als Miles Davis, het Modern Jazz Quartet, The Shadows en Manfred Mann.
Voorzien van een tekst door Herbert Kretzmer en Hal Shaper werd het nummer sinds 1982 vele malen gecoverd. De belangrijkste vertolkers waren Kimiko Itoh, Demis Roussos en Piet Veerman. De laatste twee hadden er hitnoteringen mee.
Ook werd het nummer vertaald naar andere talen. Er kwam een Franse vertaling van Guy Bontempelli, twee Italiaanse versies van Paolo Dossena en van Giorgio Calabrese, twee Spaanse versies van Alfredo Garcia Segura en van Chick Corea en nog een tweede Engelstalige versie van  Artie Maren en Al Jarreau.

## Demis Roussos
De Griekse zanger Demis Roussos bracht het nummer in 1982 uit op single en had er in Nederland en België een bescheiden hit mee. Het lied is verder het openingsnummer van zijn album Attitudes (1982). De plaat was op vrijdag 5 november 1982 Veronica Alarmschijf op Hilversum 3.

### Hitlijsten

#### Nederlandse Top 40
| Hitnotering: 13-11-1982 t/m 04-12-82 | Hitnotering: 13-11-1982 t/m 04-12-82 | Hitnotering: 13-11-1982 t/m 04-12-82 | Hitnotering: 13-11-1982 t/m 04-12-82 | Hitnotering: 13-11-1982 t/m 04-12-82 | Hitnotering: 13-11-1982 t/m 04-12-82 |
| Week:                                | 1                                    | 2                                    | 3                                    | 4                                    |                                      |
| ------------------------------------ | ------------------------------------ | ------------------------------------ | ------------------------------------ | ------------------------------------ | ------------------------------------ |
| Positie:                             | 27                                   | 25                                   | 33                                   | 36                                   | uit                                  |

#### Nationale Hitparade
| Hitnotering: 20-11-1982 t/m 11-12-1982 | Hitnotering: 20-11-1982 t/m 11-12-1982 | Hitnotering: 20-11-1982 t/m 11-12-1982 | Hitnotering: 20-11-1982 t/m 11-12-1982 | Hitnotering: 20-11-1982 t/m 11-12-1982 | Hitnotering: 20-11-1982 t/m 11-12-1982 |
| Week:                                  | 1                                      | 2                                      | 3                                      | 4                                      |                                        |
| -------------------------------------- | -------------------------------------- | -------------------------------------- | -------------------------------------- | -------------------------------------- | -------------------------------------- |
| Positie:                               | 34                                     | 29                                     | 27                                     | 44                                     |                                        |

#### VlaamseUltratop 30
| Hitnotering: 20-11-1982 t/m 04-12-1982 | Hitnotering: 20-11-1982 t/m 04-12-1982 | Hitnotering: 20-11-1982 t/m 04-12-1982 | Hitnotering: 20-11-1982 t/m 04-12-1982 | Hitnotering: 20-11-1982 t/m 04-12-1982 |
| Week:                                  | 1                                      | 2                                      | 3                                      |                                        |
| -------------------------------------- | -------------------------------------- | -------------------------------------- | -------------------------------------- | -------------------------------------- |
| Positie:                               | 32                                     | 34                                     | 35                                     | uit                                    |

## Piet Veerman
De Nederlandse zanger Piet Veerman bracht in december 1989 zijn versie van het nummer op een single uit. De single stond zeven weken in de Nationale Top 100. Op de B-kant staat het instrumentale nummer Reach out. Bij Veronica op de volle vrijdag op Radio 3 kwam het niet verder dan de Tipparade.
Verder verscheen het op het album Cry of freedom (1989). Het nummer kwam op in elk geval drie verzamelalbums terug: The best of Piet Veerman (1993), Zijn mooiste songs (1995) en Sailin' home (Het beste van Piet Veerman) (1996).

### Hitlijst

#### Nationale Top 100
| Hitnotering: 14-12-1989 t/m 01-02-1990 | Hitnotering: 14-12-1989 t/m 01-02-1990 | Hitnotering: 14-12-1989 t/m 01-02-1990 | Hitnotering: 14-12-1989 t/m 01-02-1990 | Hitnotering: 14-12-1989 t/m 01-02-1990 | Hitnotering: 14-12-1989 t/m 01-02-1990 | Hitnotering: 14-12-1989 t/m 01-02-1990 | Hitnotering: 14-12-1989 t/m 01-02-1990 | Hitnotering: 14-12-1989 t/m 01-02-1990 |
| Week:                                  | 1                                      | 2                                      | 3                                      | 4                                      | 5                                      | 6                                      | 7                                      |                                        |
| -------------------------------------- | -------------------------------------- | -------------------------------------- | -------------------------------------- | -------------------------------------- | -------------------------------------- | -------------------------------------- | -------------------------------------- | -------------------------------------- |
| Positie:                               | 84                                     | 74                                     | 59                                     | 52                                     | 51                                     | 74                                     | 93                                     |                                        |